# Rashidi Yekini
Rashidi Yekini (23 tháng 10 năm 1963 tại Kaduna, Nigeria – 4 tháng 5 năm 2012) là một cựu cầu thủ bóng đá người Nigeria, chơi ở vị trí tiền đạo.

## Sự nghiệp câu lạc bộ
Sau khi khởi đầu sự nghiệp thành công tại giải vô địch bóng đá Nigeria, Yekini đến Bờ Biển Ngà chơi cho câu lạc bộ Africa Sports. Từ đó ông tới Bồ Đào Nha chơi cho Vitoria Setubal, trở thành một trong những tay săn bàn hàng đầu của Giải bóng đá vô địch quốc gia Bồ Đào Nha. Phong độ cao trong thời gian đó đã giúp Yekini giành được danh hiệu Cầu thủ xuất sắc nhất châu Phi năm 1993.
Sau World Cup 1994 ông sang chơi cho Olympiakos, nhưng không hoà nhập được với đồng đội và phải chuyển đi. Sự nghiệp câu lạc bộ của Yekini từ đó không trở lại được thời đỉnh cao, dù đã có một lần quay trở lại Setúbal. Ông có một mùa giải khá thành công (1998–99) với các câu lạc bộ FC Zürich, Bizerte và Al-Shabab trước khi tới Africa Sports. Năm 2003, khi đã 39 tuổi, Yekini trở về quê hương đá cho Julius Berger.
Năm 2005, khi đã 41 tuổi, ông có một thời gian ngắn ra sân thi đấu cùng cựu đồng đội ở tuyển quốc gia Mobi Oparaku một mùa ở Gateway F.C. trước khi giải nghệ.

## Sự nghiệp đội tuyển
Với 37 bàn thắng ghi cho đội tuyển quốc gia, Yekini là cầu thủ ghi bàn xuất sắc nhất trong lịch sử của đội tuyển Nigeria. Yekini từng cùng đội tuyển quốc gia tham dự hai kì World Cup 1994 (ông ghi bàn thắng đầu tiên của Nigeria tại các kì World Cup) và 1998.
Ở cấp độ châu lục, Yekini từng tham dự các Cúp bóng đá châu Phi 1990, 1992 (giành danh hiệu vua phá lưới) và 1994, giải đấu mà ông vừa đoạt danh hiệu vua phá lưới vừa có danh hiệu vô địch cùng Nigeria. Ngoài ra, Yekini còn tham dự thế vận hội Seoul 1988.

## Thành tích
- Vô địch Cúp bóng đá châu Phi: 1994
- Vua phá lưới Cúp bóng đá châu Phi (2 lần): 1992 và 1994
- Vua phá lưới giải vô địch bóng đá Bồ Đào Nha: 1993–94

## Qua đời
Yekini ốm trong một thời gian dài. Năm 2011, truyền thông ở Nigeria bắt đầu đưa tin về sức khỏe suy sụp của ông. Thông tin cho rằng ông bị hưng trầm cảm, trầm cảm và một vài triệu chứng bệnh về thần kinh khác. Ông qua đời tại Ibadan ngày 4 tháng 5 năm 2012 khi mới ở tuổi 48. Tin tức này được các cựu đồng đội như Mutiu Adepoju và Ike Shorunmu xác nhận.